# Lichtenau im Waldviertel
Lichtenau im Waldviertel je městys v Rakousku ve spolkové zemi Dolní Rakousy v okrese Kremže. Žije v něm 2 061 obyvatel (podle sčítání z roku 2016).

## Poloha
Lichtenau im Waldviertel se nachází ve spolkové zemi Dolní Rakousy v regionu Waldviertel. Leží 18 km severozápadně od okresního města Kremže. Plocha území městyse činí 58,28 km2, z nichž 33,6% je zalesněných.

### Členění
Území městyse Lichtenau im Waldviertel se skládá z osmnácti částí (v závorce je uveden počet obyvatel k 1. 1. 2016):
- Allentsgschwendt (164)
- Brunn am Wald (126)
- Ebergersch (60)
- Engelschalks (30)
- Erdweis (74)
- Gloden (88)
- Großreinprechts (190)
- Jeitendorf (93)
- Kornberg (27)
- Ladings (50)
- Lichtenau (330)
- Loiwein (264)
- Obergrünbach (142)
- Pallweis (118)
- Scheutz (75)
- Taubitz (108)
- Wietzen (54)
- Wurschenaigen (59)

## Historie
První písemná zmínka pochází z roku 1101 ve tvaru Lichtenowe. Zdejší farnost je doložena od roku 1332. Mezi lety 1755 a 1757 byl vybudován nynější barokní farní kostel pod vedením faráře Adama Hiesingera. Městys Lichtenau im Waldviertel vznikl v roce 1968 sloučením obcí Lichtenau, Allentsgschwendt, Ladings, Loiwein a Taubitz. Roku 1971 se připojily ještě obce Brunn am Wald, Großreinprechts s Gloden, Jeitendorf, Obergrünbach a Pallweis.

## Politika

### Starostové
- 1968–1970 Franz Stummer, Allentsgschwendt
- 1970–1981 Ferdinand Höbart, Lichtenau
- 1981–1992 Josef Schitzenhofer, Obergrünbach
- 1992–2009 Hubert Nöbauer, Lichtenau
- od roku 2009 Andreas Pichler, Obergrünbach (ÖVP)

## Osobnosti
- Hans-Dieter Roser (1928–1985), historik, germanista, dramaturg

## Galerie

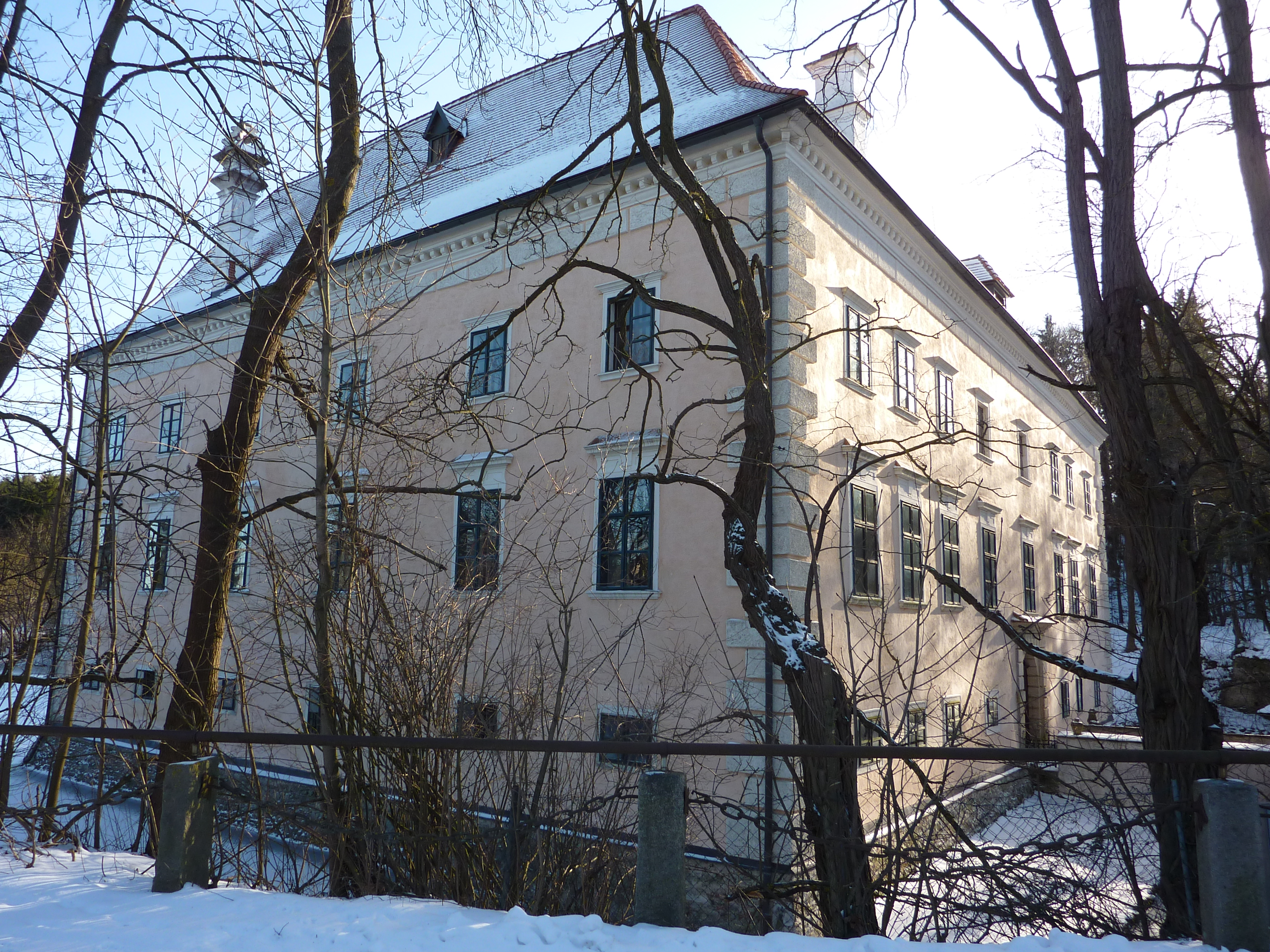
Zámek Brunn am Wald
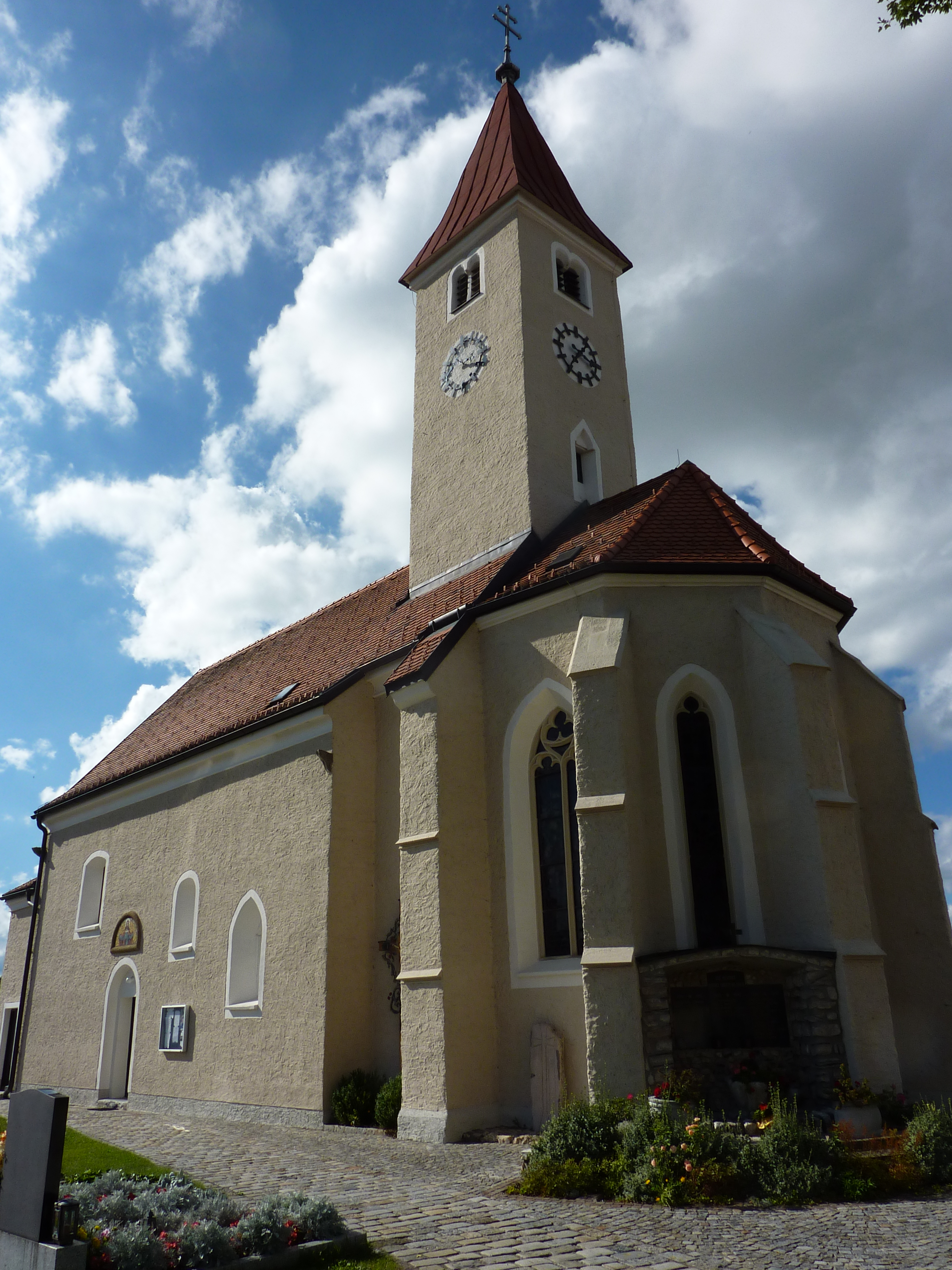
Kostel v Allentsgschwendtu
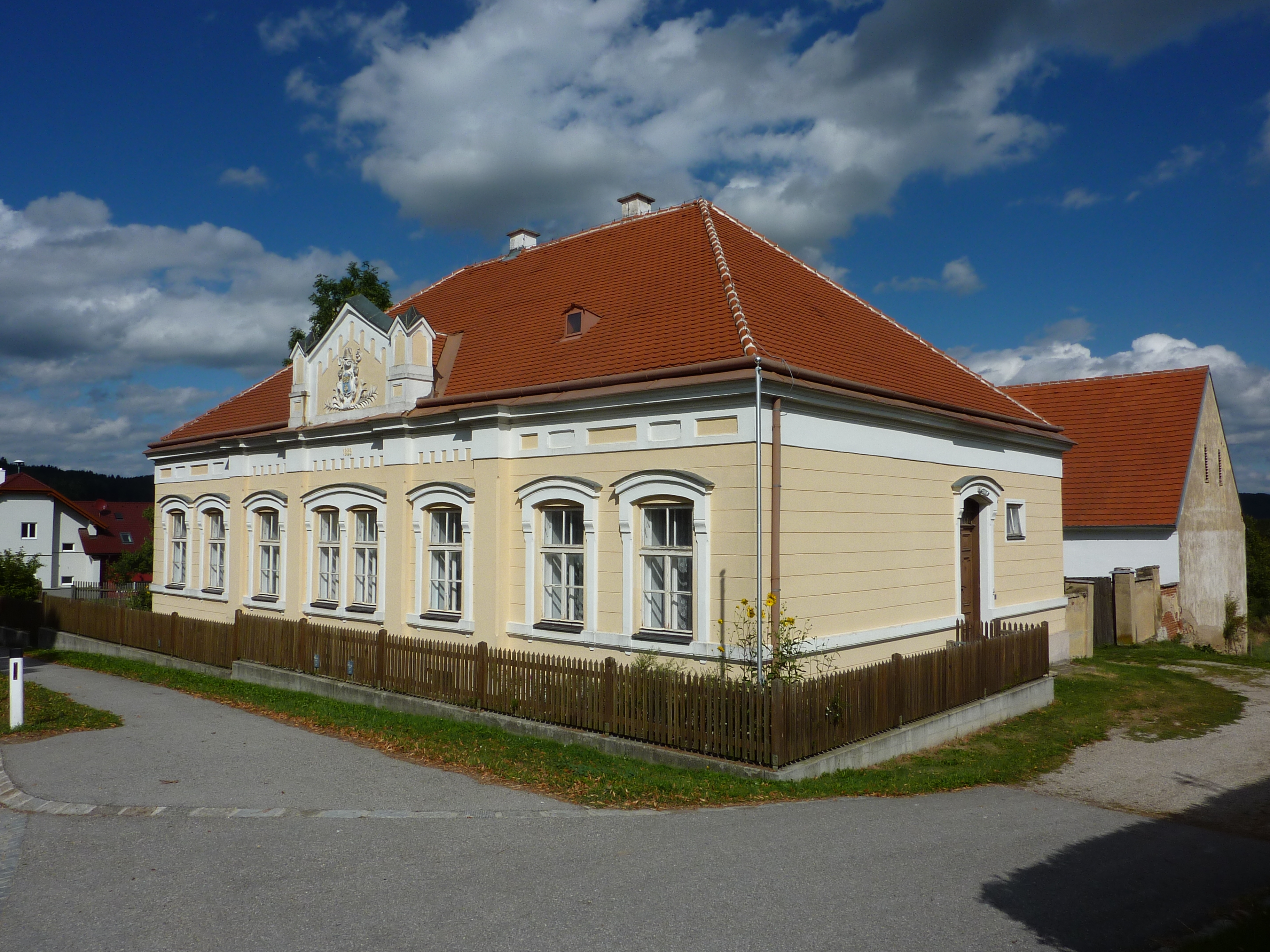
Fara v Loiwein
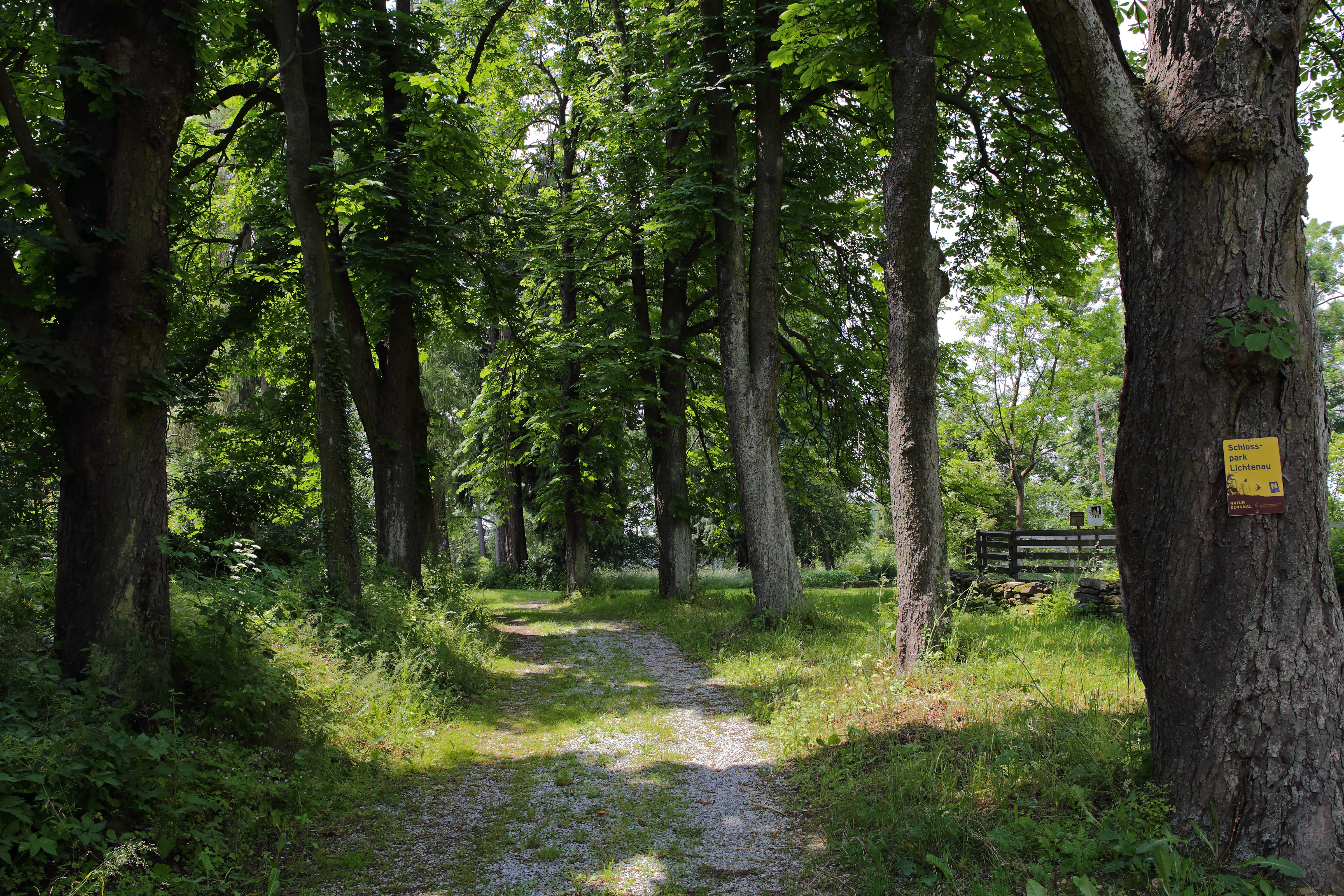
Zámecký park v Lichtenau